# Marina Rossell i Figueras

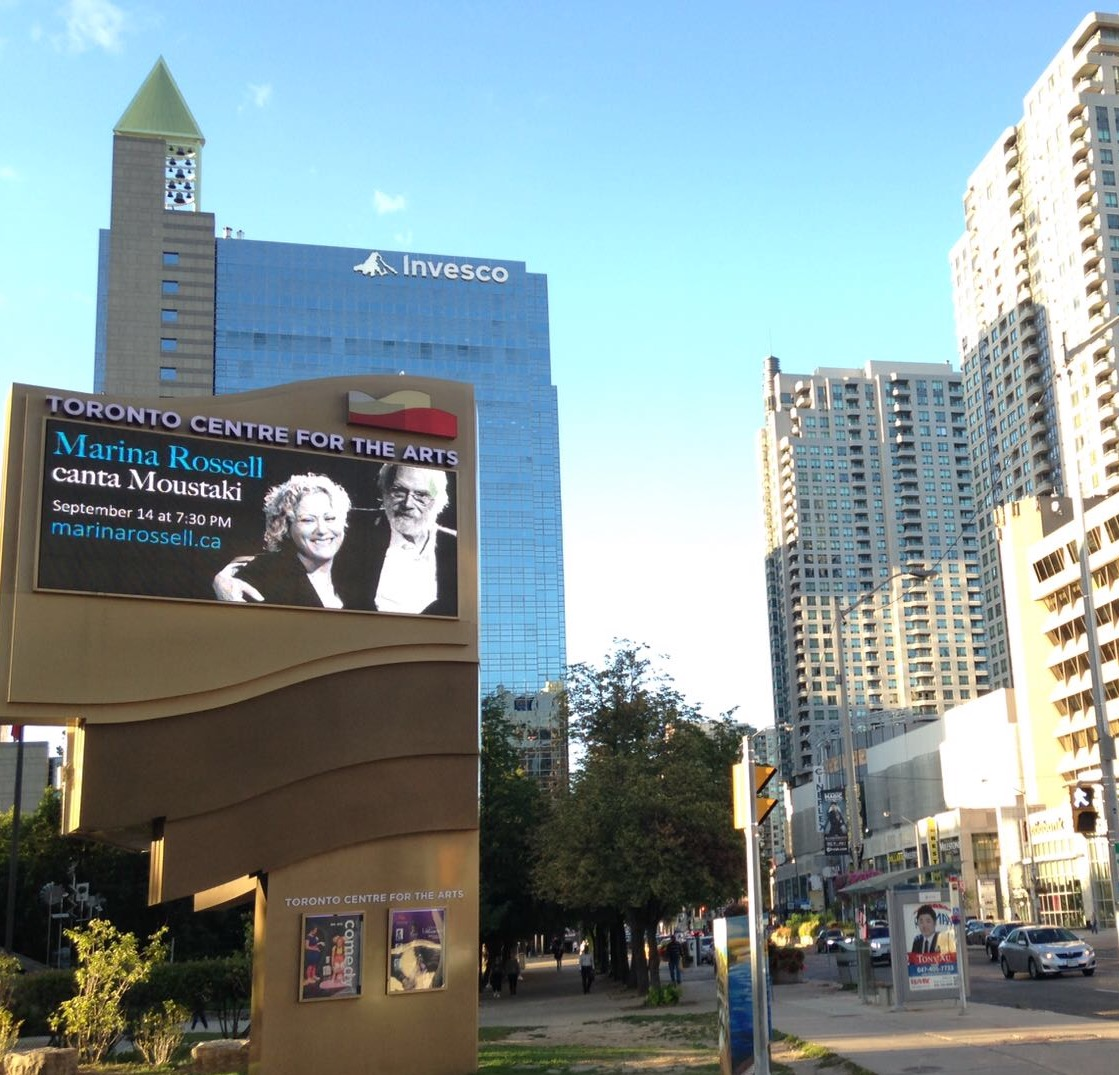
Cartell d'anunci de la gira pel Canadà.

Marina Rossell i Figueras   (Castellet i la Gornal, 17 de gener de 1954) és una cantant catalana, figura clau de la segona generació de la Nova Cançó. Entre el seu repertori s'hi troben tant cançons tradicionals clàssiques catalanes, així com havaneres i cançons pròpies.

## Biografia
Va néixer el 17 de gener de 1954 a la població de la Gornal, poble situat al municipi de Castellet i la Gornal.
Els seus inicis artístics van ser el 1974, obrint els concerts de Lluís Llach, Ovidi Montllor, Pi de la Serra, entre d'altres. El 1976 va editar el seu disc de debut Si volíeu escoltar, amb arranjaments de Llach, en el qual recopilava cançons populars catalanes actualitzades, que van acompanyar en els seus primers anys d'actuacions.
El treball que la va llançar a la fama va ser Penyora (1979) (premi Fotogramas de Plata) i que inclou el tema La gavina, que fins avui és el més popular de la seva carrera. Altres dels seus èxits són Bruixes i maduixes (Millor Disc Català de l'Any), Rosa de foc (Premi Ràdio 4), Cos meu, recorda, Barca del temps (Disc d'or) i Ha llovido, el seu primer disc en castellà.
Ha col·laborat i gravat amb multitud d'autors i intèrprets, entre els quals cal destacar Lluís Llach, Georges Moustaki, Montserrat Caballé, Tete Montoliu, Luis Eduardo Aute, Carlos Cano, Marc Parrot, Pablo Guerrero, Jaume Sisa, Manzanita, Miguel Poveda, Pedro Guerra o el guitarrista de flamenc Tomatito, entre d'altres. Ha realitzat nombroses gires per Europa, Llatinoamèrica i el nord d'Àfrica.
En aquesta trajectòria internacional cal destacar els concerts al Théâtre de la Ville, de París (1981 i 1987), les actuacions al Festival Tenco de Sant Remo (Itàlia, 1982) i el Festival Utono Musicale de Como (Itàlia, 1989), a més de les seves aparicions a Moscou i Armènia (1985), Bogotà (1988), Festival Internacional de Cuba (1994), concert pro-indígenes a Bolívia (1995), Amfiteatre Ragusa Festival Barcelona-Sarajevo (Bòsnia, 1996), Centre Cultural Guaraní de Paraguai (1996), Teatre Nacional de Cuba (1997), Théâtre l'Ancienne Belgique, de Brussel·les (Bèlgica, 1998), La Trastienda (Buenos Aires, 1998) i al Palau Sant Jordi —Catalunya x Kosovo— (Barcelona, 1999), entre d'altres.
També va participar en el Midem de Canes (2000) amb Lluís Llach, Maria del Mar Bonet i Nilda Fernández al Gran Auditorium des Palais des Festivals, ha cantat al Gran Teatre del Liceu i al Palau de la Música de Barcelona (2005), així com a ciutat de la Plata (ciutat de l'Argentina) o a Santiago de Xile, Algèria, l'Iraq, Israel, els Territoris Palestins i Ciutat Juárez, a Mèxic.
El desembre de 2007 va editar Clàssics catalans, àlbum que conté 20 cançons, amb sardanes replantejades com Llevantina, Per tu ploro, Cavaller enamorat i La mort de l'escolà, així com cançons d'autor, de bressol, religioses, populars o havaneres. El disc, coproduït per Marc Parrot, es va distribuir en nombrosos països d'Europa i va ser editat per Harmonia Mundi. Marina Rossell va presentar el repertori de Clàssics catalans en els tres concerts que va donar l'octubre de 2007 a les places argentines de Buenos Aires, La Plata i Rosario i el gener de 2008 a Barcelona.
L'11 setembre de 2008 Rossell va cantar al Gran Teatre del Liceu de Barcelona, amb un concert especial (Marina Rossell al Liceu. De la Renaixença als nostres dies) en el qual es va gravar un DVD en directe que va ser editat el desembre de 2008. El desembre de 2011 va editar el seu disc Marina Rossell canta Moustaki com a homenatge a Georges Moustaki amb tretze temes, un d'ells interpretat a duo amb Moustaki. El 2014 publica dos discos més en homenatge a Moustaki: Marina Rossell canta Moustaki vol. 2 i enregistrat en directe al Festival Grec de Barcelona: Tribut a Moustaki. El 2015 publica el disc Cançons de la resistència.
El setembre de 2016 va fer una gira per Canadà, Mont-real, Quebec, Toronto i Baie-Saint-Paul. El 2017 va enregistrar un videoclip per a la campanya a favor dels refugiats 'Casa nostra casa vostra' amb la cançó Quanta Guerraǃ, a més de participar en el concert col·lectiu al Palau Sant Jordi.

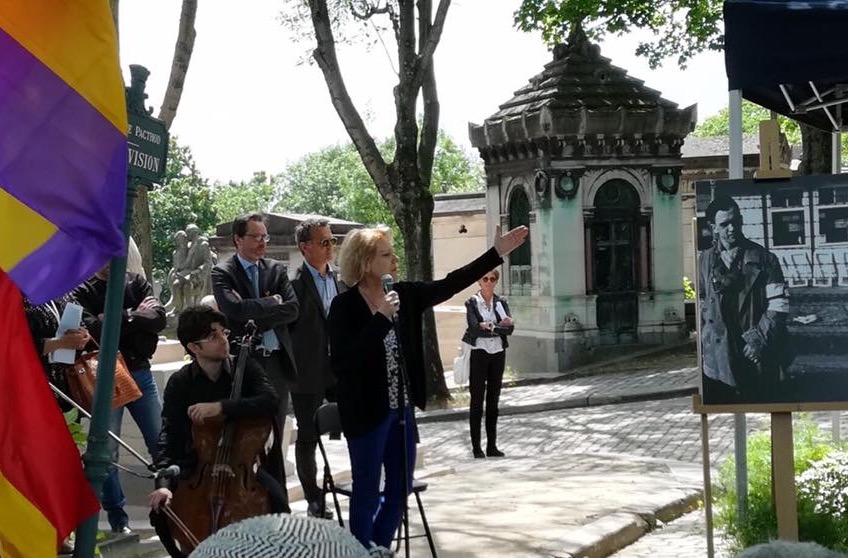
Cantant en el cementiri de Père-Lachaise

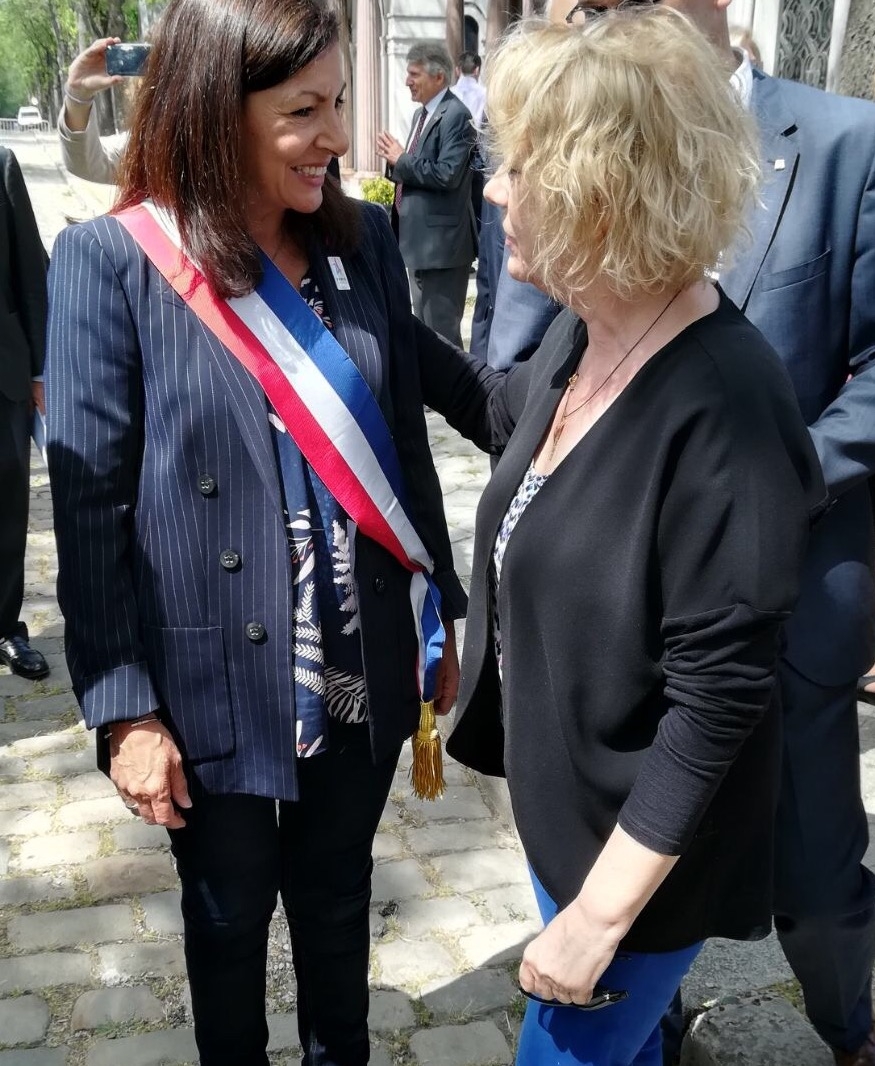
Amb l'alcaldessa de París Anne Hidalgo

El 2017, entre altres concerts, va cantar en l'acte del trasllat de les despulles al cementiri del Père-Lachaise, de Francesc Boix, fotògraf de Mauthausen, en una cerimònia presidida per l'alcaldessa de París Anne Hidalgo. En el transcurs de l'acte, va cantar L'emigrant i el El Cant dels ocells. El 2019 publica Marina Rosell canta Moustaki y Canciones de la Resistencia, disc en el qual adapta al castellà cinc cançons de Georges Moustaki anteriorment musicades per Marina Rosell en català en els seus anteriors treballs sobre Moustaki i algunes cançons del seu anterior disc, Cançons de la Resistència, adaptades al castellà com ara "Lily Marleen", "Bella Ciao" o "Morir en Ravensbrück". El disc, a més a més, inclou dues cançons amb lletra i música de la mateixa Marina Rosell, una de les quals inèdita. Paco Ibáñez col·labora en dos temes del disc. El 2022 participa al Encontro da Cançao de Protesto a Grândola (Portugal) amb un repertori de cançons de la resistència que inclogué la seva versió al català de la cançó revolucionària portuguesa "Grândola Vila Morena".
Marina Rossell ha mostrat al llarg de la seva trajectòria el seu compromís social i ètic, especialment amb el moviment feminista i la lluita per la preservació de la memòria històrica, actualment és vicepresidenta de l'associació Amical de Ravensbrück.

## Premis i reconeixements
L'any 1987 li fou concedida la Creu de Sant Jordi per part de la Generalitat de Catalunya. El 2006 va ser nomenada membre honorífica del Foro Iberoamericano de las Artes i el 2007 va ser distingida com a Visitant Il·lustre de La Ciutat de La Plata (Argentina). També va rebre el Premi Olof Palme pel seu suport a la pau i el 2009 va guanyar els XIII Premis de la Música d'Espanya en la categoria de Millor Àlbum de Música Tradicional.

## Discografia[13]
- 1977: Si volíeu escoltar
- 1978: Penyora
- 1980: Bruixes i maduixes
- 1982: Cos meu recorda
- 1985: Barca del temps (amb col·laboració de Lluís Llach en la cançó Quan tothom viurà d'amor)
- 1988: Rosa de foc (amb el percussionista Miquel Franco)
- 1990: Cinema blau
- 1993: Marina
- 1996: Ha llovido
- 1997: Entre línies
- 2000: Y rodará el mundo
- 2002: Cap al cel
- 2003: Marítim
- 2005: Nadal
- 2006: Vistas al mar
- 2007: Clàssics catalans
- 2008: Marina Rossell al Liceu, edició CD i DVD.
- 2011: Inicis 1977-1990, reedició en CD dels seus primers discos.
- 2011: Marina Rossell canta Moustaki
- 2014: Marina Rossell canta Moustaki vol. 2
- 2014: Tribut a Moustaki (directe al Festival Grec)
- 2015: Cançons de la resistència
- 2019: Marina Rossell canta Moustaki y Canciones de la Resistencia
- 2021: 300 crits[14]

### Discos col·lectius
- Llegendes de Catalunya (1975)
- 5 Cèntims d'or (1980)
- Som una nació (1982)
- B.S.O. Victòria! d'Antoni Ribas (1983)
- Concert Homenatge Carles Sabater (2000)
- Que naveguen los sueños (Homenatge a Carlos Cano) (2001)
- Poesía necesaria (2003)
- Son de Niños. Anton Pirulero (2003)
- Por la paz en Palestina (2004)
- BarnaSants. 10 anys de ritmes i cançons (2005)
- Per al meu amic... Serrat (2006)
- Visca l'amor (Teresa Rebull) (2006)
- Si véns amb mi. Homenatge a Lluís Llach (2007)
- Sinfonía de mujeres (en col·laboració amb Cristina del Valle i Rim Banna) (2007)
- Maria Mercè Marçal. Catorze poemes, catorze cançons (2009)
- Gràcies, Raimon. Al vent: 50 anys (2009)
- El disc de La Marató 2009 (2009)
- Imanol: Donosti-Tombuctú (2010)
- Les nostres cançons contra la sida (2012)
- Le cose di Amilcare (2012)
- Espriu a Sinera. Concert del Centenari (2013)
- Concert per la llibertat (2013)
- Canten Giné (2014)
- Un pèl nou, un pèl antic. Tribut a Pere Tapias (amb Jaume Sisa) (2017)
- Set tota la vida - 10 anys. Tribut a Mishima (2018)